# Nastus reholttumianus
Nastus reholttumianus är en gräsart som beskrevs av Soenarko. Nastus reholttumianus ingår i släktet Nastus och familjen gräs. Inga underarter finns listade i Catalogue of Life.